# Selecția Națională 2018
La Selecția Națională 2018 è stata la ventiduesima edizione del metodo di selezione nazionale rumeno per l'Eurovision Song Contest.
Lo slogan di questa edizione è stato Eurovision unește România! (L'Eurovision unisce la Romania).
La selezione è stata presentata da Diana Dumitrescu e Cezar Ouatu.
I vincitori sono stati i The Humans con Goodbye.

## Organizzazione
Suddivisa in cinque semifinali, che si sarebbero tenute in differenti città della Romania per celebrare il centenario dell'unione con la Transilvania, e una finale, l'organizzazione è spettata all'emittente romena Televiziunea Română (TVR).
Le 6 città sono state annunciate il 19 gennaio 2018: Focșani, Timișoara, Craiova, Turda, Sighișoara e Bucarest.
L'emittente ha quindi dato la possibilità ad artisti e autori di sottoporre le canzoni partecipanti tra il 15 novembre e il 15 dicembre 2017. Le 72 canzoni ricevute sono state poi revisionate da una giuria di esperti, che ne ha selezionate 60 per le cinque semifinali tramite due round di audizioni (19 e 20 dicembre). Le audizioni sono state trasmesse su TVR1 il 12, 13 e 14 gennaio, e su TVR HD il 13, 14 e 15 gennaio.
La giuria per le audizioni è stata composta da:
- Liliana Ștefan, compositrice del brano romeno per l'Eurovision Song Contest 1998;
- Viorel Gavrilă, compositore e conduttore televisivo, più volte vincitore del festival di Mamaia;
- Ilinca, cantante, rappresentante della Romania nell'edizione precedente;
- Nicu Patoi, chitarrista, ha accompagnato la rappresentante romena all'Eurovision 1998;
- Marian Ionescu, bassista, pianista e compositore.

## Partecipanti
| Artista                         | Titolo                       | Traduzione      | Musica (m) e testo (t) |
| ------------------------------- | ---------------------------- | --------------- | --- |
| Alessandro Dănescu              | Breaking Up                  | Inglese         | John Ballard, Jonathan Dahl, Robin Carlsson e Marcus Holmberg (m & t)                                                                                                  |
| Alex Florea                     | Nobody Told Me It Would Hurt | Inglese         | Jonas Thander (m) e Aidan O'Connor (t) |
| Alexandru Ungureanu             | Sail with Me                 | Inglese         | Alexandru Ungureanu (m & t) |
| Alexia & Matei                  | Walking on Water             | Inglese         | Mihai Alexandru (m) e Alina Todașcă-Dascălu (t) |
| Alice Jeckel                    | Out of the Dark              | Inglese         | Cezar Dometi (m) e Alice Jeckel (t) |
| Aurel Dincă                     | Fire in the Sky              | Inglese         | Aurel Dincă e Victor Solomon (m & t) |
| Ayona                           | The Story Goes On            | Inglese         | Ovidiu Anton (m & t) |
| Bernice Chitiul                 | Too Busy for My Heart        | Inglese         | Florin Chitiul (m & t) e Bernice Chitiul (t) |
| Carolina Gorun                  | Reach Out for the Stars      | Inglese         | Peter Jordan, Jannis Kaffka, Lenne Kaffka e Andre Bollweg (m & t) |
| Claudia Andas                   | The One                      | Inglese         | Samuel Bugia Garrido (m) e Roxana Elekes (t) |
| CornEl                          | Take Me Away                 | Inglese         | Ștefan-Suraj Trandafir (m) e Cornel-Ionuț Ciubotaru (m & t) |
| Cristian Simionescu             | Nirvana                      | Inglese         | Cristian Simionescu (m & t) |
| Dan Manciulea                   | Rază de soare                | Rumeno          | Dan Manciulea (m & t) e Dinu Olărașu (t) |
| Denisa Trofin                   | Tears                        | Inglese         | Alexandru Luft e Tiberiu Băncilă (m & t) |
| Diana Brătan                    | Paint It Rainbow             | Inglese         | Diana Brătan (m & t) |
| Dora Gaitanovici                | Fără tine                    | Rumeno          | Dora Gaitanovici (m & t) |
| Echoes                          | Mirror                       | Inglese         | Liviu Elekes (m), Claudiu Dănăilă (m & t) e Pavel Petricenco (t) |
| Eduard Santha                   | Me som romales               | Inglese, rumeno | Alexandru Luft (m) e Eduard Santha (m & t) |
| Elena Hasna                     | Revival                      | Inglese         | Ylva Persson (m & t), Linda Persson (m & t) e Dan Attlerud (t) |
| Elena Turcu                     | The Perfect Fall             | Inglese         | Marian Nica (m) e Alexandra Ivan (m & t) |
| Eliza Chifu                     | So Good Without You          | Inglese         | Valeriu Moruz (m) e Doina Sclifos (t) |
| Endless feat. Maria Grosu       | Thinking About You           | Inglese         | Will Taylor e Jonas Gladnikoff (m & t) |
| Erminio Sinni & Tiziana Camelin | All the Love Away            | Inglese         | Erminio Sinni (m), Mauro Goldsand (m), Alessandro Camponeschi (m) e Tiziana Camelin (t)                                                                                |
| Evermorph                       | Live Your Life               | Inglese         | Alin Neagoe (m), Ciprian Lemnaru (m) e Alexandru Rotărescu (t) |
| Feli                            | Bună de iubit                | Rumeno          | Felicia Donose (m & t), Florin Boka (m), Vlad Popescu (m) e Șerban Cazan (m)                                                                                           |
| Feli                            | Bună de iubit (Royalty)      | Rumeno, inglese | Felicia Donose (m), Florin Boka (m), Vlad Popescu (m), Șerban Cazan (m), Cristi Pascu (t), Dorian Micu (t) e Vlad Munteanu (t)                                         |
| Freia                           | Fix Me                       | Inglese         | Victoria Iona Badea e Alexandru Daniel Gâjâilă (m & t) |
| Hellen                          | From Underneath              | Inglese         | John Ballard e Magnus Hydén (m & t) |
| Iliana                          | I Won't Lie                  | Inglese         | George Lazăr (m), Eduard Taraș (m) e Elena Moroșanu (t) |
| Ioana Ciornea                   | Time After Time              | Inglese         | Daniel Lazăr (m), Dominic Cini (m), Christian Arding (m) e Mario Farrugia (t)                                                                                          |
| Jessie                          | Lightning Strikes            | Inglese         | Pelle Blarke, Ellie Wyatt e Amy Amanda van der Wel (m & t) |
| Johnny Bădulescu                | Devoted                      | Inglese         | Michael James Down, Primož Poglajen e Jonas Gladnikoff (m & t) |
| Jukebox feat. Bella Santiago    | Auzi cum bate                | Rumeno          | Alex Luft, Bogdan Marinescu e Cristina Dobrescu (m & t) |
| Lina                            | A Love Worth Falling For     | Inglese         | Lina Sandén (m & t), Gustav Nilsson (m) e Johan Smith (m) |
| Lion's Roar                     | Rekindle the Flame           | Inglese         | Liviu Sorescu (m & t) |
| Liviu Anghel                    | Rise Up                      | Inglese         | Bogdan Marian Păunescu (m), Liviu Anghel (m) e Ana-Maria Mirică (t) |
| Manuel Chivari                  | Somebody to Love             | Inglese         | Michael James Down e Will Taylor (m & t) |
| Mareș Pană                      | Daydreamer                   | Inglese         | Mareș-Cătălin Pană (m), Georgian Mărgărit (m) e Ștefan-Adrian Marin (t)                                                                                                |
| Maria Suciu                     | Sweet Nothing                | Inglese         | Mădălin Botezatu (m & t) |
| Meriem                          | End the Battle               | Inglese         | Meriem Vizitiu (m & t), Mihail Gheorghe (m) e Marian Achim (m) |
| Mihai                           | Heaven                       | Inglese         | Michael James Down, Will Taylor, Jonas Gladnikoff e Mihai Trăistariu (m & t)                                                                                           |
| Miruna Diaconescu               | Run for You                  | Inglese         | Radu Pompiu Bolfea e Marcel Prodan (m & t) |
| Nicoleta Țicală                 | Una oportunidad              | Rumeno          | Samuel Bugia Garrido (m & t) |
| Othello                         | Noi suntem pădure            | Rumeno          | Florentin Milcof (m) e Laura Sgârcitu (t) |
| Paula Crișan                    | I Am Here                    | Inglese         | Paula Crișan (m & t) |
| Pragu' de Sus                   | Te voi chema                 | Rumeno          | Călin Bârcean (m & t) |
| Rafael & Friends                | We Are One                   | Inglese         | Cătălin Paul Ciubotaru e Alexandru Nucă (m & t) |
| Romeo Zaharia                   | Maybe This Time              | Inglese         | Fred Endersen (m) e Olaf Owre (t) |
| Save                            | All We Need                  | Inglese         | Stelian Savu (m & t) e Vlad Isac (m) |
| Serena                          | Safari                       | Inglese         | Radu Baișan (m), Nicolae Stan (m), Diana Șerban (m) e Mircea Nistor (t)                                                                                                |
| Sergiu Bolotă                   | Every Little Thing           | Inglese         | Sergiu Bolotă (m & t) |
| Tavi Clonda                     | King                         | Inglese         | Alex Luft (m), Tavi Clonda (m & t), Cristina Dobrescu (m & t), Alexandru Duma (m), Denisa Demian (m & t) e Alina Colțan (t)                                            |
| Teodora Dinu                    | Fly                          | Inglese         | Thomas Reil (m & t), Jeppe Reil (m & t), Udo Mechels (t) e Maria Broberg (t)                                                                                           |
| The Humans                      | Goodbye                      | Inglese         | Alexandru Matei (m), Alin Neagoe (m) e Cristina Caramarcu (t) |
| Tiri                            | Deșert de sentimente         | Rumeno          | Mihail Tirică (m & t) |
| Tom Hartis                      | Teardrop Rain                | Inglese         | Marius Cobianu (m & t) |
| Tomer Cohen                     | Baby You're the Only One     | Inglese         | Tomer Cohen (m & t) |
| Vyros                           | La la la                     | Rumeno          | Vladimir Cioban (m & t) |
| Waleska                         | Renacer                      | Spagnolo        | Waleska Díaz González (m & t) |
| Xandra                          | Try                          | Inglese         | Michael James Down, Will Taylor e Jonas Gladnikoff (m & t) |
| Zavera                          | Come Back to Me              | Inglese         | Florin Octav Ionescu (m/l), Petre Bogdan (m), Marian Mihai (m), Raluca Răducanu (m), Ionuț Fleancu (m), Vasile Simion (m), Marilena Ionescu (m), Cristian Costache (m) |
| Zøltan                          | Dacă dragostea e oarbă       | Rumeno          | Sebestyén Zoltán László (m & t) |

## Semifinali

### Prima semifinale
La prima semifinale si è tenuta il 21 gennaio 2018 presso il teatro municipale Maior Gheorghe Pastia di Focșani e vi hanno preso parte 11 artisti. Inizialmente ne erano previsti 12 ma Tom Hartis si è dovuto ritirare a causa di problemi di salute.
La presentatrice dalla green room è stata Anca Medeleanu (TVR Iași).
Si sono esibiti come interval acts: Luminița Anghel e la Țara Vrancei Folk Ensemble, con Hora din Moldova di Nelly Ciobanu, e i Pasărea Rock.
| #  | Artista          | Titolo                   | Punteggio | Posizione |   |             |                              |    |   |
| -- | ---------------- | ------------------------ | --------- | --------- | - | ----------- | ---------------------------- | -- | - |
| #  | Artista          | Titolo                   | Punteggio | Posizione | 1 | Alex Florea | Nobody Told Me It Would Hurt | 28 | 5 |
| 2  | Lina             | A Love Worth Falling For | 24        | 7         |   |             |                              |    |   |
| 3  | CornEl           | Take Me Away             | 2         | 11        |   |             |                              |    |   |
| 4  | Liviu Anghel     | Rise Up                  | 20        | 9         |   |             |                              |    |   |
| 5  | Hellen           | From Underneath          | 22        | 8         |   |             |                              |    |   |
| 6  | Tom Hartis       | Teardrop Rain            | -         | -         |   |             |                              |    |   |
| 7  | Alexia & Matei   | Walking on Water         | 53        | 1         |   |             |                              |    |   |
| 8  | Johnny Bădulescu | Devoted                  | 34        | 4         |   |             |                              |    |   |
| 9  | Waleska          | Renacer                  | 7         | 10        |   |             |                              |    |   |
| 10 | Echoes           | Mirror                   | 38        | 2         |   |             |                              |    |   |
| 11 | Elena Turcu      | The Perfect Fall         | 27        | 6         |   |             |                              |    |   |
| 12 | Eduard Santha    | Me som romales           | 35        | 3         |   |             |                              |    |   |

### Seconda semifinale
La seconda semifinale si è tenuta il 28 gennaio 2018 presso il Teatro nazionale Mihai Eminescu di Timișoara, e 12 artisti hanno partecipato alla competizione per avanzare verso la finale.
La presentatrice della green room è stata Doriana Talpeș (TVR Timișoara).
Gli interval acts sono stati: Ricardo Caria con Amar pelos dois e Lisboa, i Cargo, Lavinia Răducanu e Neda Ukraden.
La città ha inoltre contribuito economicamente alla realizzazione dell'evento con 200 000 lei (€ 43 000).
| #  | Artista                      | Titolo             | Punteggio | Posizione |
| -- | ---------------------------- | ------------------ | --------- | --------- |
| 1  | Pragu' de Sus                | Te voi chema       | 19        | 7         |
| 2  | Miruna Diaconescu            | Run for You        | 22        | 5         |
| 3  | Mihai                        | Heaven             | 39        | 3         |
| 4  | Othello                      | Noi suntem pădure  | 17        | 8         |
| 5  | Alessandro Dănescu           | Breaking Up        | 15        | 11        |
| 6  | Jessie                       | Lightning Strikes  | 26        | 4         |
| 7  | Romeo Zaharia                | Maybe This Time    | 16        | 10        |
| 8  | Rafael & Friends             | We Are One         | 40        | 2         |
| 9  | Serena                       | Safari             | 17        | 9         |
| 10 | Endless feat. Maria Grosu    | Thinking About You | 21        | 6         |
| 11 | Meriem                       | End the Battle     | 0         | 12        |
| 12 | Jukebox feat. Bella Santiago | Auzi cum bate      | 58        | 1         |

### Terza semifinale
La terza semifinale si è tenuta il 4 febbraio 2018 presso il teatro nazionale "Marin Sorescu" di Craiova, ed ha visto competere altri 12 partecipanti.
La presentatrice della green room è stata Alina Șerban (TVR Craiova).
Gli interval acts sono stati: BiBi, i FreeStay, Dan Helciug e Mihaela Alexa.
La città ha contribuito con 190 379 lei (€ 40 795) per l'organizzazione dell'evento.
| #  | Artista                         | Titolo                  | Punteggio | Posizione |   |             |                     |    |   |
| -- | ------------------------------- | ----------------------- | --------- | --------- | - | ----------- | ------------------- | -- | - |
| #  | Artista                         | Titolo                  | Punteggio | Posizione | 1 | Eliza Chifu | So Good Without You | 13 | 9 |
| 2  | Carolina Gorun                  | Reach Out for the Stars | 17        | 8         |   |             |                     |    |   |
| 3  | Mareș Pană                      | Daydreamer              | 7         | 11        |   |             |                     |    |   |
| 4  | Ayona                           | The Story Goes On       | 8         | 10        |   |             |                     |    |   |
| 5  | Aurel Dincă                     | Fire in the Sky         | 19        | 7         |   |             |                     |    |   |
| 6  | Vyros                           | La la la                | 37        | 3         |   |             |                     |    |   |
| 7  | Zavera                          | Come Back to Me         | 25        | 6         |   |             |                     |    |   |
| 8  | Elena Hasna                     | Revival                 | 25        | 5         |   |             |                     |    |   |
| 9  | Diana Brătan                    | Paint It Rainbow        | 6         | 12        |   |             |                     |    |   |
| 10 | Tavi Clonda                     | King                    | 29        | 4         |   |             |                     |    |   |
| 11 | Erminio Sinni & Tiziana Camelin | All the Love Away       | 52        | 1         |   |             |                     |    |   |
| 12 | Xandra                          | Try                     | 52        | 1         |   |             |                     |    |   |

### Quarta semifinale
La quarta semifinale si è tenuta l'11 febbraio 2018 presso la Sala Rudolf della miniera di sale di Turda e ha visto competere la penultima tranche di artisti.
La presentatrice della green room è stata Loredana Corchiș (TVR Cluj).
Gli interval acts sono stati: Elena Gheorghe, Ad Libitum e Katia Cărbune.
La città ha donato circa 140 000 lei (€ 30 000) per contribuire all'organizzazione dell'evento.
| #  | Artista             | Titolo                 | Punteggio | Posizione |   |                 |                       |    |    |
| -- | ------------------- | ---------------------- | --------- | --------- | - | --------------- | --------------------- | -- | -- |
| #  | Artista             | Titolo                 | Punteggio | Posizione | 1 | Bernice Chitiul | Too Busy for My Heart | 11 | 10 |
| 2  | Cristian Simionescu | Nirvana                | 0         | 12        |   |                 |                       |    |    |
| 3  | Nicoleta Țicală     | Una oportunidad        | 40        | 4         |   |                 |                       |    |    |
| 4  | Zøltan              | Dacă dragostea e oarbă | 12        | 8         |   |                 |                       |    |    |
| 5  | Alice Jeckel        | Out of the Dark        | 12        | 9         |   |                 |                       |    |    |
| 6  | Dan Manciulea       | Rază de soare          | 3         | 11        |   |                 |                       |    |    |
| 7  | Lion's Roar         | Rekindle the Flame     | 29        | 5         |   |                 |                       |    |    |
| 8  | Ioana Ciornea       | Time After Time        | 24        | 6         |   |                 |                       |    |    |
| 9  | Tiri                | Deșert de sentimente   | 43        | 2         |   |                 |                       |    |    |
| 10 | Feli                | Bună de iubit          | 43        | 3         |   |                 |                       |    |    |
| 11 | Paula Crișan        | I Am Here              | 17        | 7         |   |                 |                       |    |    |
| 12 | Claudia Andas       | The One                | 56        | 1         |   |                 |                       |    |    |

### Quinta semifinale
La quinta e ultima semifinale si è tenuta il 18 febbraio 2018 preso la sala Mihai Eminescu di Sighișoara, e vi hanno preso parte gli ultimi 12 artisti.
La presentatrice della green room è stata Simona Boantă (TVR Tîrgu-Mureș).
L'interval act è consistito in un concerto pre-registrato dei Direcția 5, presso la Piața Cetății di Sighișoara, tenutosi il pomeriggio precedente.
| #  | Artista             | Titolo                   | Punteggio | Posizione |   |                |                  |    |   |
| -- | ------------------- | ------------------------ | --------- | --------- | - | -------------- | ---------------- | -- | - |
| #  | Artista             | Titolo                   | Punteggio | Posizione | 1 | Manuel Chivari | Somebody to Love | 20 | 7 |
| 2  | Maria Suciu         | Sweet Nothing            | 2         | 11        |   |                |                  |    |   |
| 3  | Evermorph           | Live Your Life           | 9         | 10        |   |                |                  |    |   |
| 4  | Dora Gaitanovici    | Fără tine                | 42        | 3         |   |                |                  |    |   |
| 5  | Tomer Cohen         | Baby You're the Only One | 1         | 12        |   |                |                  |    |   |
| 6  | Sergiu Bolotă       | Every Little Thing       | 28        | 4         |   |                |                  |    |   |
| 7  | Alexandru Ungureanu | Sail with Me             | 17        | 8         |   |                |                  |    |   |
| 8  | Iliana              | I Won't Lie              | 21        | 6         |   |                |                  |    |   |
| 9  | Teodora Dinu        | Fly                      | 50        | 2         |   |                |                  |    |   |
| 10 | The Humans          | Goodbye                  | 58        | 1         |   |                |                  |    |   |
| 11 | Save                | All We Need              | 14        | 9         |   |                |                  |    |   |
| 12 | Denisa Trofin       | Tears                    | 28        | 5         |   |                |                  |    |   |

## Finale
La finale si è tenuta presso la Sala Polivalente di Bucarest il 25 febbraio 2018, e vi hanno preso parte i 15 partecipanti qualificatisi nelle semifinali.
Le presentatrici della green room sono state Ioana Voicu e Sonia Argint-Ionescu.
Tra gli ospiti speciali si sono esibiti: Alex Calancea Band, Ilinca e i DoReDoS.
| #  | Artista                         | Titolo                  | Punteggio | Posizione |
| -- | ------------------------------- | ----------------------- | --------- | --------- |
| 1  | Rafael & Friends                | We Are One              | 1 446     | 5         |
| 2  | Tiri                            | Deșert de sentimente    | 320       | 12        |
| 3  | Claudia Andas                   | The One                 | 974       | 8         |
| 4  | Echoes                          | Mirror                  | 325       | 11        |
| 5  | Dora Gaitanovici                | Fără tine               | 1 415     | 6         |
| 6  | Eduard Santha                   | Me som romales          | 293       | 14        |
| 7  | Vyros                           | La la la                | 133       | 15        |
| 8  | Feli                            | Bună de iubit (Royalty) | 2 862     | 3         |
| 9  | Teodora Dinu                    | Fly                     | 336       | 10        |
| 10 | Mihai                           | Heaven                  | 1 165     | 7         |
| 11 | Xandra                          | Try                     | 686       | 9         |
| 12 | Jukebox feat. Bella Santiago    | Auzi cum bate           | 1 728     | 4         |
| 13 | Alexia & Matei                  | Walking on Water        | 3 114     | 2         |
| 14 | Erminio Sinni & Tiziana Camelin | All the Love Away       | 303       | 13        |
| 15 | The Humans                      | Goodbye                 | 3 277     | 1         |

## All'Eurovision Song Contest

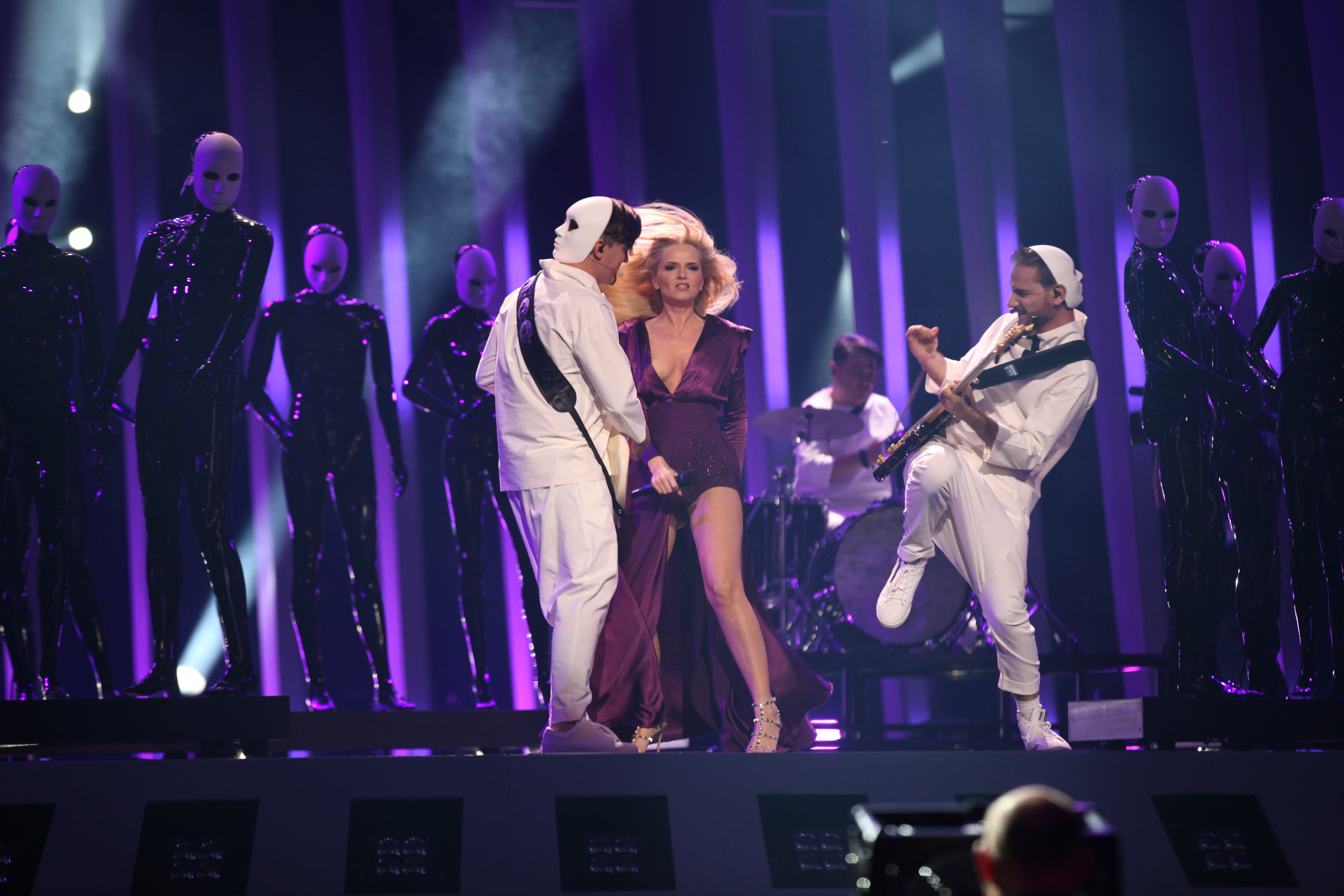
Da sinistra: Alexandru Matei, Cristina Caramarcu e Alexandru Cismaru

La Romania si è esibita 2ª nella seconda semifinale, classificandosi 11ª e non raggiungendo la finale.
L'intero gruppo ha preso parte alla performance sul palco, in quanto il regolamento dell'Eurovision Song Contest sancisce un massimo di 6 persone sul palco. I 5 membri del gruppo si sono vestiti in maniera differente: Alexandru Cismaru, Adi Tetrade e Alexandru Matei erano vestiti di bianco con una maschera anonima anch'essa bianca posta dietro la testa; Cristina Caramarcu invece ha indossato una tonaca porpora; mentre la violoncellista, Corina Matei, anch'ella vestita di bianco ma senza maschera. Oltre ai cantanti erano presenti 25 manichini neri con una maschera bianca a copertura del volto, che, secondo i cantanti, "rappresentano l'umanità in quanto non hanno una faccia e non sono identificabili con una razza o altro".